# Ли Бён Ук
Ли Бён Ук (кор. 리병욱, 7 ноября 1954) — корейский боксёр минимальной весовой категории, выступал за сборную КНДР во второй половине 1970-х годов. Серебряный призёр летних Олимпийских игр в Монреале, бронзовый призёр Олимпиады в Москве, победитель многих международных турниров и национальных первенств.

## Биография
Ли Бён Ук родился 7 ноября 1954 года, уже в раннем детстве начал активно заниматься боксом. Первого серьёзного успеха на ринге добился в 1973 году, когда в минимальном весе выиграл чемпионат Вооружённых сил стран восточного блока — впоследствии повторил это достижение ещё пять раз (1973—1979). Благодаря череде удачных выступлений в 1976 году удостоился права защищать честь КНДР на летних Олимпийских играх в Монреале — в полуфинале победил крепкого тайского бойца Паяо Поонтарата, но в решающем матче со счётом 1:4 уступил кубинцу Хорхе Эрнандесу.
Получив серебряную олимпийскую медаль, Ли продолжил выступать на высоком уровне. В 1980 году прошёл квалификацию на Олимпийские игры в Москву, где сумел дойти до стадии полуфиналов, проиграв 0:5 советскому боксёру Шамилю Сабирову. Вскоре после этих соревнований Ли Бён Ук принял решение завершить карьеру спортсмена.